# Liste des héritiers du trône de Bavière
Cet article donne la liste des héritiers du trône de Bavière depuis la fondation de l'électorat de Bavière en 1623 jusqu'à l'abolition du royaume de Bavière en 1918. Les règles de succession ont inclus la loi salique et systématiquement désigné l'héritier en termes de primogéniture agnatique. L'aîné des descendants mâles du roi de Bavière a porté à partir de 1806 le titre de Kronprinz.

## Liste des héritiers par dynastie
Le nom de la dynastie indiqué se réfère au souverain alors en place. Les héritiers peuvent appartenir à d'autres dynasties.
Les héritiers qui sont montés par la suite sur le trône sont indiqués en gras.

### Électorat de Bavière (1623-1806)

#### Maison de Habsbourg (1623-1806)
| Héritier                                                                                                   | Héritier                                                                | Parenté avec l'électeur | Devient héritier                                   | Cesse d'être héritier                           | Durée                       | 2e dans l'ordre de succession parenté avec l'héritier, dates                                | Électeur dates de règne                                    |
| Portrait                                                                                                   | Nom                                                                     | Parenté avec l'électeur | Devient héritier                                   | Cesse d'être héritier                           | Durée                       | 2e dans l'ordre de succession parenté avec l'héritier, dates                                | Électeur dates de règne                                    |
| --- | ----------------------------------------------------------------------- | ----------------------- | -------------------------------------------------- | ----------------------------------------------- | --------------------------- | ------------------------------------------------------------------------------------------- | ---------------------------------------------------------- |
| | Ferdinand, archevêque-électeur de Cologne                               | frère                   | 25 février 1623 création de l'électorat de Bavière | 31 octobre 1636 naissance de son neveu          | 13 ans, 8 mois et 6 jours   | Albert, duc de Bavière son frère                                                            | Maximilien Ier (25 février 1623 - 27 septembre 1651)       |
| | Ferdinand-Marie futur Ferdinand-Marie                                   | fils                    | 31 octobre 1636 sa naissance                       | 27 septembre 1651 son avènement                 | 14 ans, 10 mois et 27 jours | Ferdinand, archevêque-électeur de Cologne son oncle (31 octobre 1636 - 30 septembre 1638)   | Maximilien Ier (25 février 1623 - 27 septembre 1651)       |
| Maximilien-Philippe son frère (30 septembre 1638 - 27 septembre 1651)                                      | Ferdinand-Marie futur Ferdinand-Marie                                   | fils                    | 31 octobre 1636 sa naissance                       | 27 septembre 1651 son avènement                 | 14 ans, 10 mois et 27 jours |                                                                                             | Maximilien Ier (25 février 1623 - 27 septembre 1651)       |
| | Maximilien-Philippe, duc de Bavière-Leuchtenberg                        | frère                   | 27 septembre 1651 avènement de son frère           | 11 juillet 1662 naissance de son neveu          | 10 ans, 9 mois et 14 jours  | Albert, duc de Bavière son oncle                                                            | Ferdinand-Marie (27 septembre 1651 - 26 mai 1679)          |
| | Maximilien-Emmanuel futur Maximilien II Emmanuel                        | fils                    | 11 juillet 1662 sa naissance                       | 26 mai 1679 son avènement                       | 16 ans, 10 mois et 15 jours | Maximilien-Philippe, duc de Bavière-Leuchtenberg son oncle (11 juillet 1662 - 6 avril 1665) | Ferdinand-Marie (27 septembre 1651 - 26 mai 1679)          |
| Louis-Amédée son frère (6 avril - 11 décembre 1665)                                                        | Maximilien-Emmanuel futur Maximilien II Emmanuel                        | fils                    | 11 juillet 1662 sa naissance                       | 26 mai 1679 son avènement                       | 16 ans, 10 mois et 15 jours |                                                                                             | Ferdinand-Marie (27 septembre 1651 - 26 mai 1679)          |
| Maximilien-Philippe, duc de Bavière-Leuchtenberg son oncle (11 décembre 1665 - 2 mai 1670)                 | Maximilien-Emmanuel futur Maximilien II Emmanuel                        | fils                    | 11 juillet 1662 sa naissance                       | 26 mai 1679 son avènement                       | 16 ans, 10 mois et 15 jours |                                                                                             | Ferdinand-Marie (27 septembre 1651 - 26 mai 1679)          |
| Cajetan-Marie son frère (2 mai - 7 décembre 1670)                                                          | Maximilien-Emmanuel futur Maximilien II Emmanuel                        | fils                    | 11 juillet 1662 sa naissance                       | 26 mai 1679 son avènement                       | 16 ans, 10 mois et 15 jours |                                                                                             | Ferdinand-Marie (27 septembre 1651 - 26 mai 1679)          |
| Maximilien-Philippe, duc de Bavière-Leuchtenberg son oncle (7 décembre 1670 - 5 décembre 1671)             | Maximilien-Emmanuel futur Maximilien II Emmanuel                        | fils                    | 11 juillet 1662 sa naissance                       | 26 mai 1679 son avènement                       | 16 ans, 10 mois et 15 jours |                                                                                             | Ferdinand-Marie (27 septembre 1651 - 26 mai 1679)          |
| Joseph-Clément son frère (5 décembre 1671 - 26 mai 1679)                                                   | Maximilien-Emmanuel futur Maximilien II Emmanuel                        | fils                    | 11 juillet 1662 sa naissance                       | 26 mai 1679 son avènement                       | 16 ans, 10 mois et 15 jours |                                                                                             | Ferdinand-Marie (27 septembre 1651 - 26 mai 1679)          |
| | Joseph-Clément, archevêque-électeur de Cologne                          | frère                   | 26 mai 1679 avènement de son frère                 | 22 mai 1689 naissance de son neveu              | 9 ans, 11 mois et 26 jours  | Maximilien-Philippe, duc de Bavière-Leuchtenberg son oncle                                  | Maximilien II Emmanuel (26 mai 1679 - 26 février 1726)     |
| | Léopold-Ferdinand                                                       | fils                    | 22 mai 1689 sa naissance                           | 22 mai 1689 son décès                           | moins d’un jour             | Joseph-Clément, archevêque-électeur de Cologne son oncle                                    | Maximilien II Emmanuel (26 mai 1679 - 26 février 1726)     |
| | Joseph-Clément, archevêque-électeur de Cologne                          | frère                   | 22 mai 1689 décès de son neveu                     | 19 novembre 1690 naissance de son neveu         | 1 an, 5 mois et 28 jours    | Maximilien-Philippe, duc de Bavière-Leuchtenberg son oncle                                  | Maximilien II Emmanuel (26 mai 1679 - 26 février 1726)     |
| | Antoine                                                                 | fils                    | 19 novembre 1690 sa naissance                      | 19 novembre 1690 son décès                      | moins d’un jour             | Joseph-Clément, archevêque-électeur de Cologne son oncle                                    | Maximilien II Emmanuel (26 mai 1679 - 26 février 1726)     |
| | Joseph-Clément, archevêque-électeur de Cologne                          | frère                   | 19 novembre 1690 décès de son neveu                | 28 octobre 1692 naissance de son neveu          | 1 an, 11 mois et 9 jours    | Maximilien-Philippe, duc de Bavière-Leuchtenberg son oncle                                  | Maximilien II Emmanuel (26 mai 1679 - 26 février 1726)     |
| | Joseph-Ferdinand                                                        | fils                    | 28 octobre 1692 sa naissance                       | 6 février 1699 son décès                        | 6 ans, 3 mois et 9 jours    | Joseph-Clément, archevêque-électeur de Cologne son oncle (28 octobre 1692 - 6 août 1697)    | Maximilien II Emmanuel (26 mai 1679 - 26 février 1726)     |
| Charles-Albert son demi-frère (6 août 1697 - 6 février 1699)                                               | Joseph-Ferdinand                                                        | fils                    | 28 octobre 1692 sa naissance                       | 6 février 1699 son décès                        | 6 ans, 3 mois et 9 jours    |                                                                                             | Maximilien II Emmanuel (26 mai 1679 - 26 février 1726)     |
| | Charles-Albert futur Charles-Albert                                     | fils                    | 6 février 1699 décès de son demi-frère             | 26 février 1726 son avènement                   | 27 ans et 20 jours          | Philippe-Maurice son frère (6 février 1699 - 12 mars 1719)                                  | Maximilien II Emmanuel (26 mai 1679 - 26 février 1726)     |
| Ferdinand-Marie son frère (12 mars 1719 - 26 février 1726)                                                 | Charles-Albert futur Charles-Albert                                     | fils                    | 6 février 1699 décès de son demi-frère             | 26 février 1726 son avènement                   | 27 ans et 20 jours          |                                                                                             | Maximilien II Emmanuel (26 mai 1679 - 26 février 1726)     |
| | Ferdinand-Marie                                                         | frère                   | 26 février 1726 avènement de son frère             | 28 mars 1727 naissance de son neveu             | 1 an, 1 mois et 2 jours     | Maximilien-Joseph son fils                                                                  | Charles-Albert (26 février 1726 - 20 janvier 1745)         |
| | Maximilien-Joseph futur Maximilien III Joseph                           | fils                    | 28 mars 1727 sa naissance                          | 20 janvier 1745 son avènement                   | 17 ans, 9 mois et 23 jours  | Ferdinand-Marie son oncle (28 mars 1727 - 25 août 1728)                                     | Charles-Albert (26 février 1726 - 20 janvier 1745)         |
| Joseph-Louis son frère (25 août 1728 - 2 décembre 1733)                                                    | Maximilien-Joseph futur Maximilien III Joseph                           | fils                    | 28 mars 1727 sa naissance                          | 20 janvier 1745 son avènement                   | 17 ans, 9 mois et 23 jours  |                                                                                             | Charles-Albert (26 février 1726 - 20 janvier 1745)         |
| Ferdinand-Marie son oncle (2 décembre 1733 - 9 décembre 1738)                                              | Maximilien-Joseph futur Maximilien III Joseph                           | fils                    | 28 mars 1727 sa naissance                          | 20 janvier 1745 son avènement                   | 17 ans, 9 mois et 23 jours  |                                                                                             | Charles-Albert (26 février 1726 - 20 janvier 1745)         |
| Clément-François son cousin (9 décembre 1738 - 20 janvier 1745)                                            | Maximilien-Joseph futur Maximilien III Joseph                           | fils                    | 28 mars 1727 sa naissance                          | 20 janvier 1745 son avènement                   | 17 ans, 9 mois et 23 jours  |                                                                                             | Charles-Albert (26 février 1726 - 20 janvier 1745)         |
| | Clément-François                                                        | cousin                  | 20 janvier 1745 avènement de son cousin            | 6 août 1770 son décès                           | 25 ans, 6 mois et 17 jours  | Clément-Auguste, prince-archevêque de Cologne son oncle (20 janvier 1745 - 6 février 1761)  | Maximilien III Joseph (20 janvier 1745 - 30 décembre 1777) |
| Jean-Théodore, prince-évêque de Ratisbonne, Freising et Liège son oncle (6 février 1761 - 27 janvier 1763) | Clément-François                                                        | cousin                  | 20 janvier 1745 avènement de son cousin            | 6 août 1770 son décès                           | 25 ans, 6 mois et 17 jours  |                                                                                             | Maximilien III Joseph (20 janvier 1745 - 30 décembre 1777) |
| Charles-Théodore, électeur palatin son cousin (27 janvier 1763 - 6 août 1770)                              | Clément-François                                                        | cousin                  | 20 janvier 1745 avènement de son cousin            | 6 août 1770 son décès                           | 25 ans, 6 mois et 17 jours  |                                                                                             | Maximilien III Joseph (20 janvier 1745 - 30 décembre 1777) |
| | Charles-Théodore, électeur palatin futur Charles-Théodore               | cousin                  | 6 août 1770 décès de son cousin                    | 30 décembre 1777 son avènement                  | 7 ans, 4 mois et 24 jours   | Christian, duc palatin de Deux-Ponts son cousin (6 août 1770 - 5 novembre 1775)             | Maximilien III Joseph (20 janvier 1745 - 30 décembre 1777) |
| Charles-Auguste, duc palatin de Deux-Ponts son cousin (5 novembre 1775 - 30 décembre 1777)                 | Charles-Théodore, électeur palatin futur Charles-Théodore               | cousin                  | 6 août 1770 décès de son cousin                    | 30 décembre 1777 son avènement                  | 7 ans, 4 mois et 24 jours   |                                                                                             | Maximilien III Joseph (20 janvier 1745 - 30 décembre 1777) |
| | Charles-Auguste, duc palatin de Deux-Ponts                              | cousin                  | 30 décembre 1777 avènement de son cousin           | 1er avril 1795 son décès                        | 17 ans, 3 mois et 2 jours   | Charles-Auguste son fils (30 décembre 1777 - 21 août 1784)                                  | Charles-Théodore (30 décembre 1777 - 16 février 1799)      |
| Maximilien-Joseph son frère (21 août 1784 - 1er avril 1795)                                                | Charles-Auguste, duc palatin de Deux-Ponts                              | cousin                  | 30 décembre 1777 avènement de son cousin           | 1er avril 1795 son décès                        | 17 ans, 3 mois et 2 jours   |                                                                                             | Charles-Théodore (30 décembre 1777 - 16 février 1799)      |
| | Maximilien-Joseph, duc palatin de Deux-Ponts futur Maximilien IV Joseph | cousin                  | 1er avril 1795 décès de son frère                  | 16 février 1799 son avènement                   | 3 ans, 10 mois et 15 jours  | Louis son fils                                                                              | Charles-Théodore (30 décembre 1777 - 16 février 1799)      |
| | Louis futur Louis Ier                                                   | fils                    | 16 février 1799 avènement de son père              | 1er janvier 1806 création du royaume de Bavière | 6 ans, 10 mois et 16 jours  | Charles-Théodore son frère                                                                  | Maximilien IV Joseph (16 février 1799 - 1er janvier 1806)  |

### Royaume de Bavière (1806-1918)

#### Maison de Habsbourg (1806-1918)
| Héritier                                                 | Héritier                                 | Parenté avec le roi | Devient héritier                                | Cesse d'être héritier                     | Durée                       | 2e dans l'ordre de succession parenté avec l'héritier, dates     | Roi dates de règne                                  |
| Portrait                                                 | Nom                                      | Parenté avec le roi | Devient héritier                                | Cesse d'être héritier                     | Durée                       | 2e dans l'ordre de succession parenté avec l'héritier, dates     | Roi dates de règne                                  |
| -------------------------------------------------------- | ---------------------------------------- | ------------------- | ----------------------------------------------- | ----------------------------------------- | --------------------------- | ---------------------------------------------------------------- | --------------------------------------------------- |
|                                                          | Kronprinz Louis futur Louis Ier          | fils                | 1er janvier 1806 création du royaume de Bavière | 13 octobre 1825 son avènement             | 19 ans, 9 mois et 12 jours  | Charles-Théodore son frère (1er janvier 1806 - 28 novembre 1811) | Maximilien Ier (1er janvier 1806 - 13 octobre 1825) |
| Maximilien son fils (28 novembre 1811 - 13 octobre 1825) | Kronprinz Louis futur Louis Ier          | fils                | 1er janvier 1806 création du royaume de Bavière | 13 octobre 1825 son avènement             | 19 ans, 9 mois et 12 jours  |                                                                  | Maximilien Ier (1er janvier 1806 - 13 octobre 1825) |
|                                                          | Kronprinz Maximilien futur Maximilien II | fils                | 13 octobre 1825 avènement de son père           | 20 mars 1848 son avènement                | 22 ans, 5 mois et 7 jours   | Othon, roi de Grèce son frère (13 octobre 1825 - 18 mars 1836)   | Louis Ier (13 octobre 1825 - 20 mars 1848)          |
| Léopold son frère (18 mars 1836 - 25 août 1845)          | Kronprinz Maximilien futur Maximilien II | fils                | 13 octobre 1825 avènement de son père           | 20 mars 1848 son avènement                | 22 ans, 5 mois et 7 jours   |                                                                  | Louis Ier (13 octobre 1825 - 20 mars 1848)          |
| Louis son fils (25 août 1845 - 20 mars 1848)             | Kronprinz Maximilien futur Maximilien II | fils                | 13 octobre 1825 avènement de son père           | 20 mars 1848 son avènement                | 22 ans, 5 mois et 7 jours   |                                                                  | Louis Ier (13 octobre 1825 - 20 mars 1848)          |
|                                                          | Kronprinz Louis futur Louis II           | fils                | 20 mars 1848 avènement de son père              | 10 mars 1864 son avènement                | 15 ans, 11 mois et 19 jours | Léopold son oncle (20 mars - 27 avril 1848)                      | Maximilien II (20 mars 1848 - 10 mars 1864)         |
| Othon son frère (27 avril 1848 - 10 mars 1864)           | Kronprinz Louis futur Louis II           | fils                | 20 mars 1848 avènement de son père              | 10 mars 1864 son avènement                | 15 ans, 11 mois et 19 jours |                                                                  | Maximilien II (20 mars 1848 - 10 mars 1864)         |
|                                                          | Othon futur Othon Ier                    | frère               | 10 mars 1864 avènement de son frère             | 13 juin 1886 son avènement                | 22 ans, 3 mois et 3 jours   | Léopold son oncle                                                | Louis II (10 mars 1864 - 13 juin 1886)              |
|                                                          | Léopold                                  | oncle               | 13 juin 1886 avènement de son neveu             | 12 décembre 1912 son décès                | 26 ans, 5 mois et 29 jours  | Louis son fils                                                   | Othon Ier (13 juin 1886 - 5 novembre 1913)          |
|                                                          | Louis futur Louis III                    | cousin              | 12 décembre 1912 décès de son père              | 5 novembre 1913 son avènement             | 10 mois et 24 jours         | Robert son fils                                                  | Othon Ier (13 juin 1886 - 5 novembre 1913)          |
|                                                          | Kronprinz Robert                         | fils                | 5 novembre 1913 avènement de son père           | 7 novembre 1918 abolition de la monarchie | 5 ans et 2 jours            | Léopold son fils (5 novembre 1913 - 27 août 1914)                | Louis III (5 novembre 1913 - 7 novembre 1918)       |
| Albert son fils (27 août 1914 - 7 novembre 1918)         | Kronprinz Robert                         | fils                | 5 novembre 1913 avènement de son père           | 7 novembre 1918 abolition de la monarchie | 5 ans et 2 jours            |                                                                  | Louis III (5 novembre 1913 - 7 novembre 1918)       |